# Fernando Baiano
Fernando Baiano, eg. João Fernando Nelo "Baiano", född 18 mars 1979 i São Paulo, är en brasiliansk fotbollsspelare. Har spelat som anfallare för dem spanska klubbarna Celta Vigo, Málaga CF och Real Murcia men håller nu till i Al-Ittihad, i Saudiarabien.

## Fotnoter
1. ↑  transfermarkt.com, transfermarkt.com spelar-ID: 9415, läst: 9 oktober 2017.[källa från Wikidata]
2. ↑  Base de Datos del Futbol Argentino, BDFA spelar-ID: 27055.[källa från Wikidata]